# Earl Grey

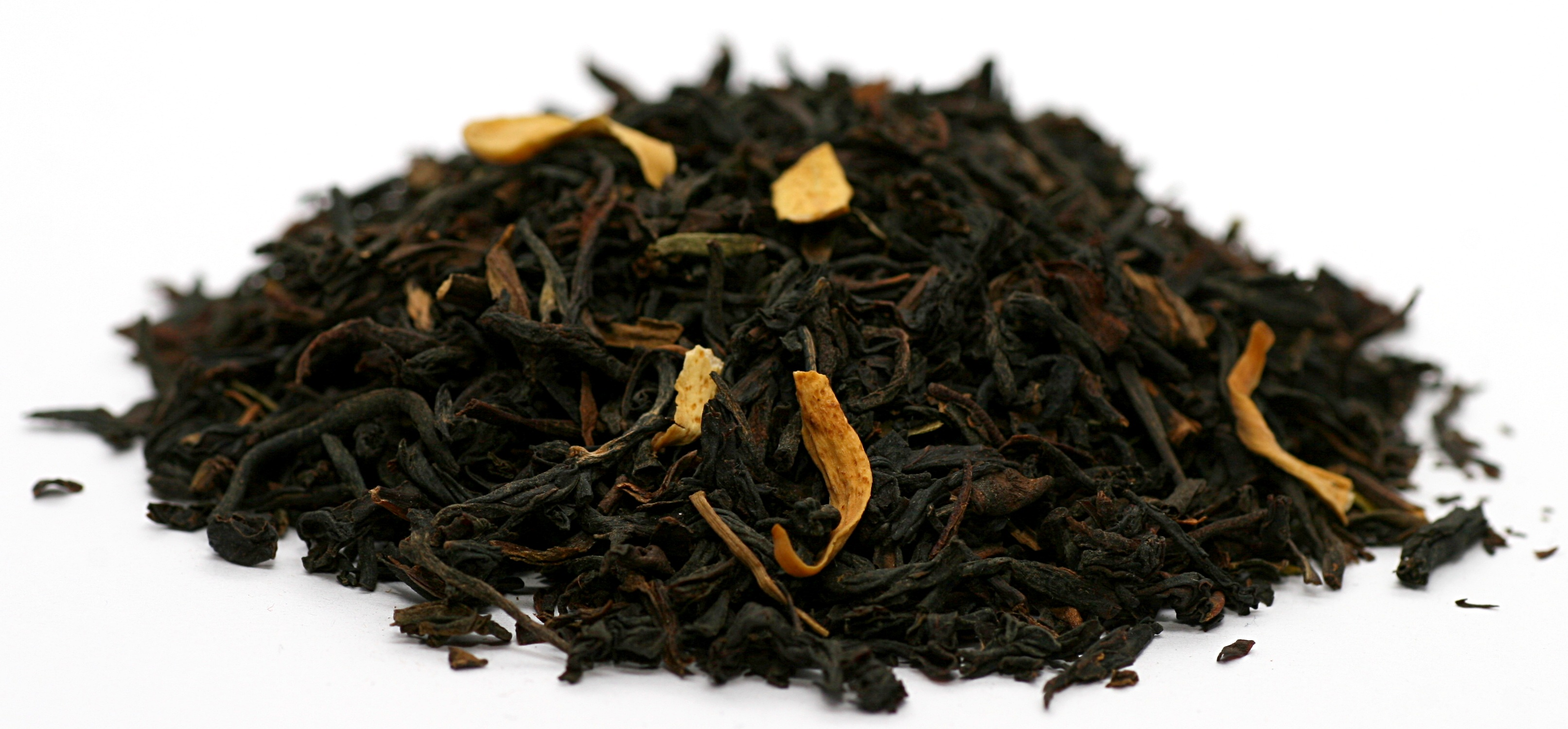
Mezcla de hojas de té Earl Grey

El té earl grey (pronunciado éorlgri, AFI: /ɜ:rlɡɾɪ/) es una mezcla de té aromatizada con aceite de bergamota. Aunque está hecha más típicamente con té negro, el té se obtiene con variedades de té negro fermentado de la India y Sri Lanka (antiguamente Ceilán), aunque, dada su popularidad, existen muchas diferencias de calidades y orígenes en el mercado, y también se comercializa earl grey de té verde o té blanco, y versiones descafeinadas.
La bergamota es la fruta de una planta cítrica fragante, de la que se utiliza el aceite, extraído más de la piel que de la pulpa. El aceite esencial de mejor calidad se consigue de los frutos de Calabria, en el sur de Italia, pero, debido a su elevado precio en el mercado, en las mezclas de distinta calidad se sustituye por sucedáneos o por frutos cultivados en otros países como los producidos en Argentina, Brasil, Costa de Marfil o Uruguay.

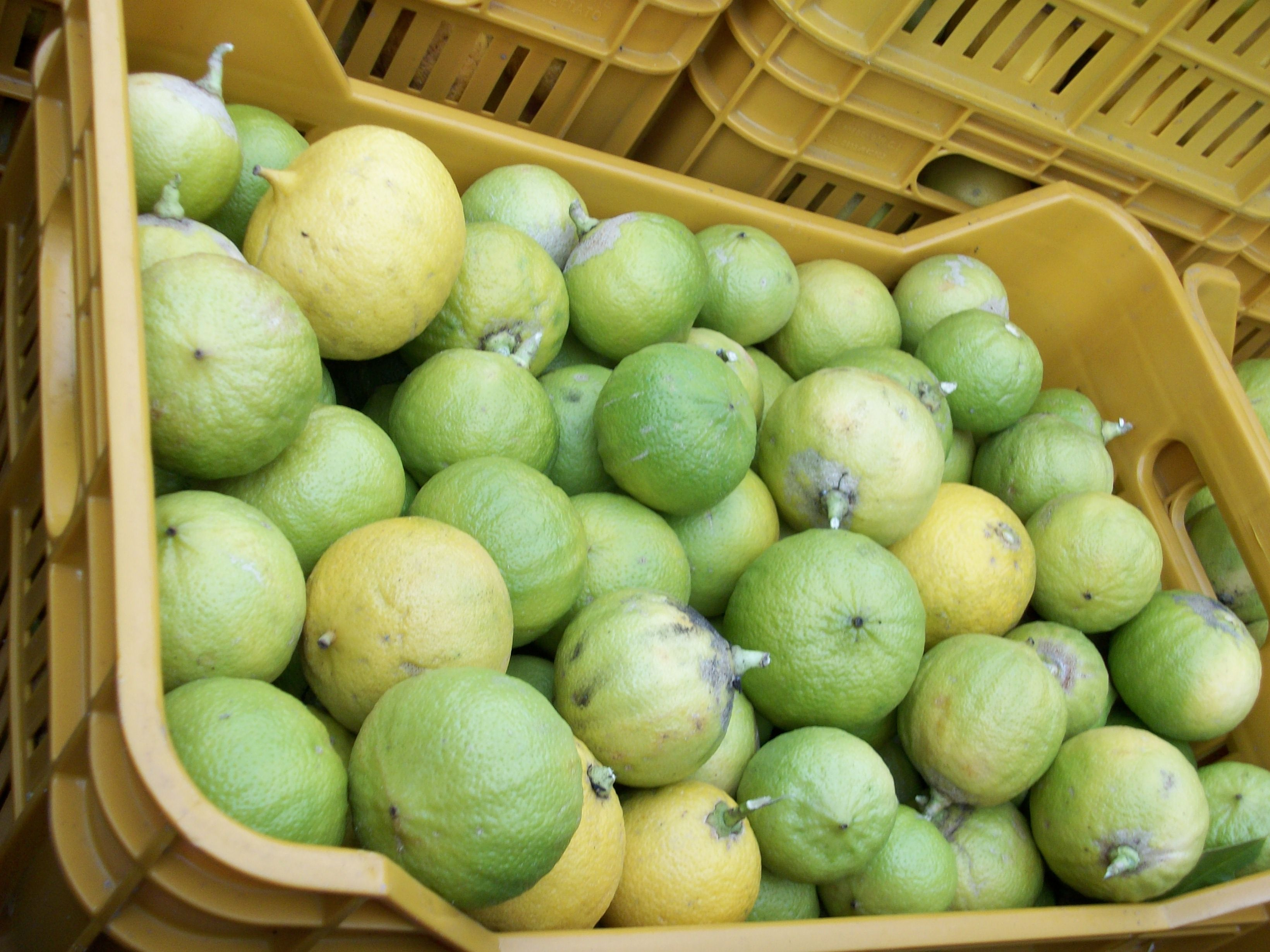
Naranjas bergamotas recién cosechadas

Suele tomarse solo o con un poco de leche. Por su sabor cítrico, resulta refrescante y puede tomarse frío. Debido a la intensidad del sabor del earl grey original, se considera apropiado para tomar en cualquier momento del día, desde acompañando el tradicional desayuno inglés, entre horas o, por supuesto, a la hora del té.

## Historia

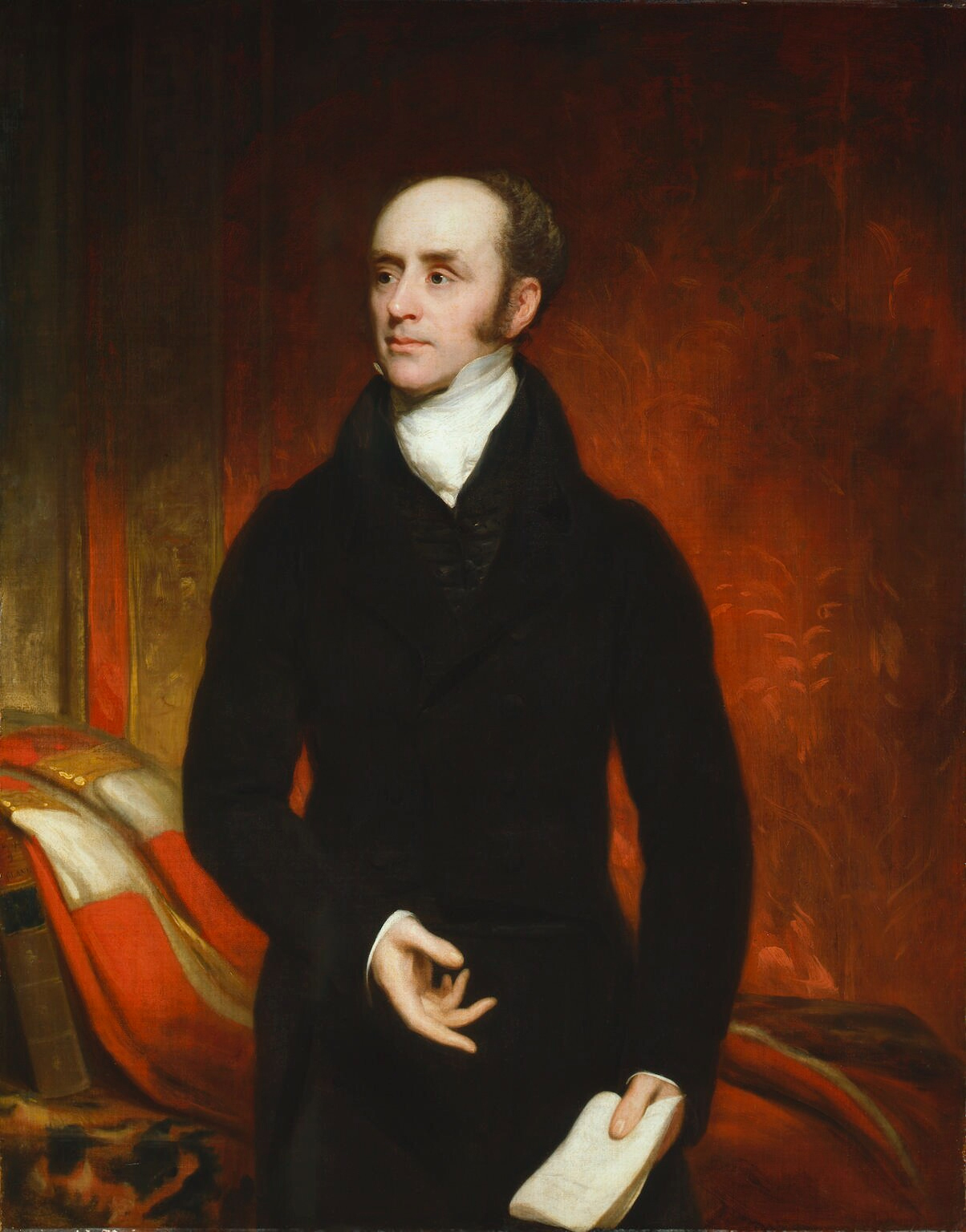
Lord Grey, retrato de Sir Thomas Lawrence, sobre 1828.

Esta popular mezcla de té recibe su nombre de Charles Grey, 2º Conde de Grey, primer ministro británico de 1830 a 1834. Supuestamente, el té aromatizado con bergamota se trataba de un regalo, probablemente una gratificación diplomática. Según una leyenda, un agradecido chino mandarín, cuyo hijo había sido rescatado de morir ahogado por uno de los hombres de Lord Grey, presentó por primera vez la mezcla al Conde en 1803. La historia no tiene ningún fundamento ya que Lord Grey nunca viajó a China, donde, además, el uso de aceite de bergamota añadido al té era desconocido. Además, el té más consumido por los chinos era el té verde. Otra versión similar relata que fue un regalo de un maharajá indio en agradecimiento por haber salvado a su hijo de un tigre. 
Otra leyenda más banal cuenta que un barco de transporte sufrió una tormenta en el Canal, parte de la carga se soltó y aceite de bergamota cayó sobre el té que transportaba. Al llegar a Londres y evaluar los daños, el Conde decidió probar el té antes de darlo por perdido y eliminarlo. Sin embargo, le agradó el sabor y decidió sacarlo al mercado.
Sea cual sea el origen, lo que parece cierto es que el Conde Grey recibió una mezcla aromatizada de té a la que se volvió muy aficionado. Suele aceptarse que cuando comenzó a escasear pidió a los fabricantes de té Twinings que le preparasen una receta que tuviera un sabor similar. La mezcla fue un éxito, y cuando los invitados preguntaban por ella, les dirigía directamente a Twinings donde pedían el Earl Grey Tea (té del Conde Grey). Sin embargo, la marca rival Jacksons of Piccadilly, que ahora es propiedad de Twinings, discutió siempre la veracidad de este hito. Jacksons of Piccadilly afirmaba que Lord Grey había entregado la receta original a George Charlton, socio de la compañía, en 1830. Según su versión han mantenido una producción constante de acuerdo con la fórmula original, que nunca ha salido de sus manos. La suya ha sido a base de té chino desde el principio. Desde el siglo XX prácticamente todas las empresas del sector incluyen entre sus productos la mezcla Earl Grey, ya sea en hoja o en las prácticas bolsitas de té.

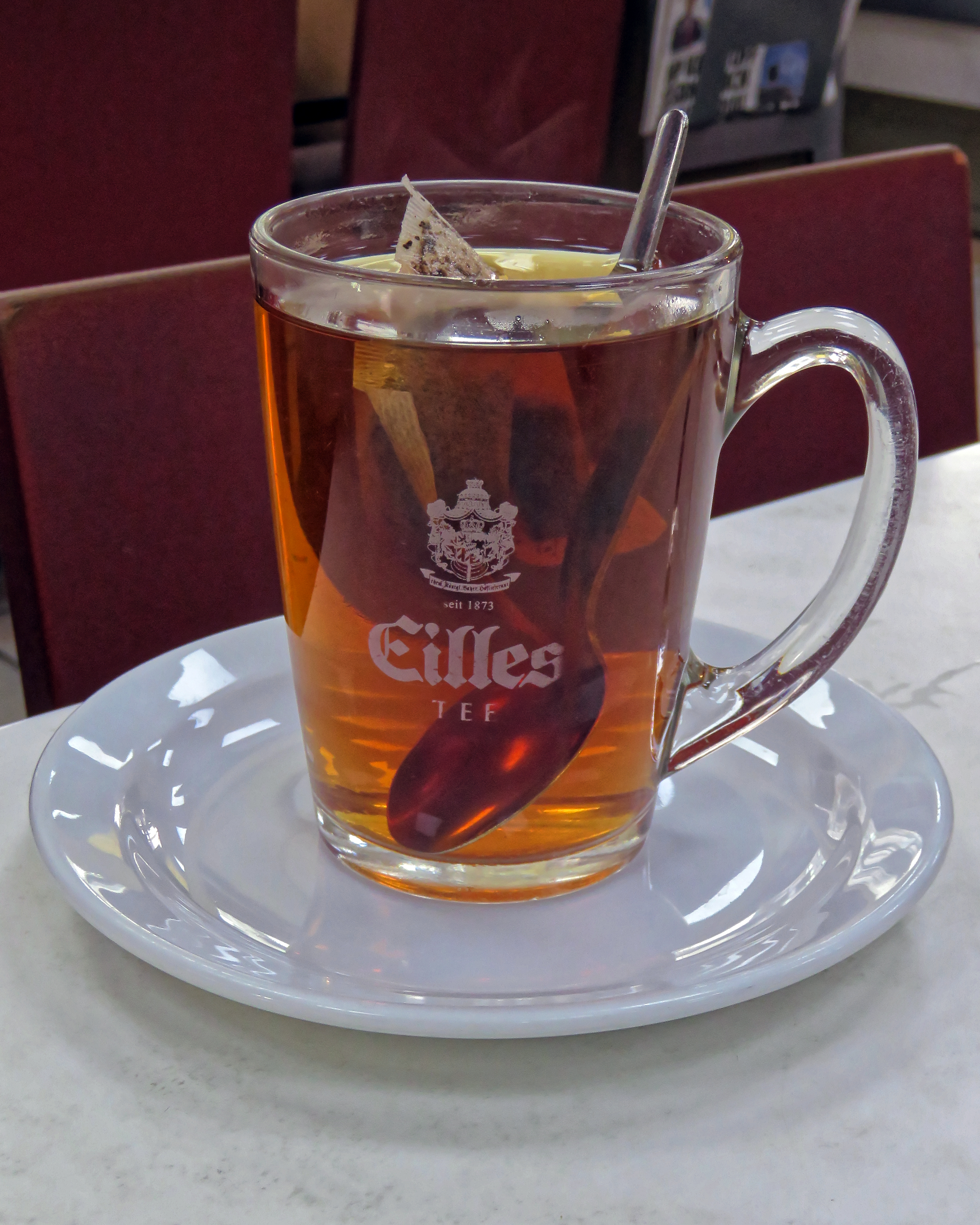
Taza de té preparada con una bolsita de té Earl Grey

## En la cultura popular
En la ciencia ficción tiene protagonismo en Star Trek "Next Generation" por ser la bebida preferida del capitán Jean-Luc Picard. En momentos en que necesita reflexionar o confortarse se acerca al replicador de alimentos y ordena en alta voz: "Tea. Earl Grey. Hot.".
El té Earl Grey parece ser la bebida favorita de varios personajes ficticios, incluidos el mencionado Jean Luc Picard, Batman, Artemis Fowl, Piglet, Sir Leigh Teabing del Código Da Vinci y Ducky Mallard de NCIS.
En la serie de televisión argentina Los simuladores es el té favorito del personaje interpretado por Federico D'Elia, Mario Santos.
En los cómics de Batman de la editorial DC Comics, es referenciado multiples veces por el personaje del mismo nombre, dando a entender que podría ser su bebida favorita.

## Variaciones
Dentro de la mezcla básica hay diversas calidades, dependiendo del tipo de té usado y la calidad de la bergamota. Hay desde Earl Grey con té Darjeeling o con Lapsang souchong hasta las variedades más económicas.
El té Lady Grey de Twinings es una variación más suave y aromática del Earl Grey. Como éste, también se trata de una mezcla de té negro aromatizado con bergamota, pero en menor cantidad, y además incorpora cáscara de limón, de naranja amarga, y aciano.
El llamado French Earl Grey añade pétalos de rosa a la mezcla tradicional.
El Green Earl Grey incluye té verde en lugar de negro. Hay incluso versiones con mezclas de té negro y verde a la vez, algo que no es habitual al realizar mezclas de té.
La infusión Rooibos Earl Grey está hecha de rooibos en lugar de té, por lo que no contiene teína.
La bebida llamada London Fog (niebla de Londres) es una combinación de Earl Grey, leche evaporada y jarabe de vainilla.